# Paul Umlauft

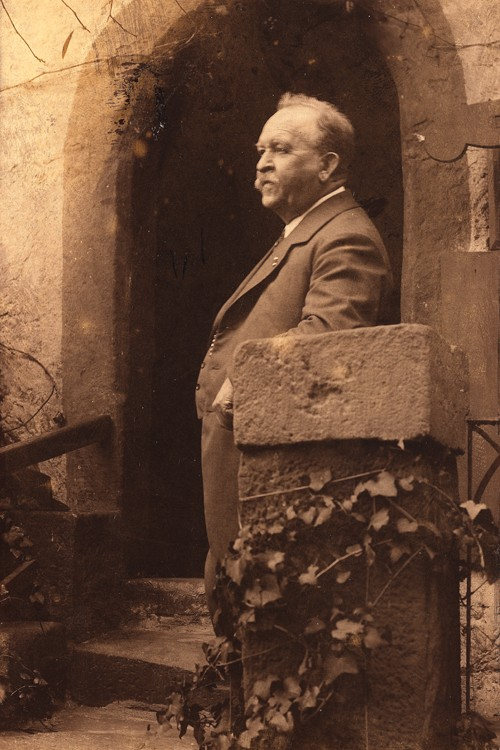
Paul Umlauft

Paul Umlauft (* 27. Oktober 1853 in Meißen; † 7. Juni 1934 in Dresden) war ein deutscher Komponist, Chordirigent und Liedbegleiter sowie Musikkritiker der Spätromantik.

## Lebensweg
Umlauft entstammt einer weitverzweigten, seit Anfang des 18. Jahrhunderts in Meißen nachweisbaren Familie. Sein Vater war Bildhauer und Bossierer an der Staatlichen Porzellan-Manufaktur in Meißen. Nach der in Meißen verbrachten Kindheit besuchte er die Dresdner Kreuzschule und war Mitglied des Kreuzchors, den er zuletzt als Präfekt leitete.
An der Universität Leipzig studierte er dann zunächst Philosophie und Philologie, um nach dem sog. Freiwilligenjahr an das Leipziger Konservatorium zu wechseln, wo er hauptsächlich Schüler von Carl Reinecke war. In dieser Zeit war er als Dirigent für verschiedene musikalische Vereine sowie als Musikkritiker für das Leipziger Tageblatt und die Leipziger Tageszeitung tätig.
Von 1879 bis 1883 war Umlauft Stipendiat der Mozart-Stiftung. 1893 nahm Umlauft an einem Kompositionswettbewerb des Herzogs Ernst II. von Sachsen-Coburg-Gotha teil, zu dem 124 Partituren eingesandt wurden. Mit seiner am 30. Juli 1893 in Gotha uraufgeführten veristischen Oper in einem Aufzug, Evanthia, deren Libretto er selbst verfasst hatte, errang er nach Josef Forster den 2., von der Jury noch prämierten Platz.
1916 ging er nach Dresden, wo er 1918 zum königlichen Professor ernannt wurde und sich heute auch sein handschriftlicher Nachlass befindet (Sächsischen Landesbibliothek).

## Werke (Auszug)

### Chorwerke
- Agandecca (Männerchorwerk mit Orchester)
- Die Verbannten (Oratorium über Psalm 137, das erst 2007 im Meißner Dom uraufgeführt wurde).
- Landsknechtslieder
- Ein mittelhochdeutsches Liederspiel (op. 30)

### Opern
- Evanthia.Oper in einem Aufzug. (Dichtung und Musik), Verlag Martin Oberdörffer, Leipzig 1893
- Ulfar
- Betrogene Betrüger (Komische Oper, Uraufführung 1899 in Kassel)

### Kammermusik, Lieder
- Es war ein alter König (op. 5). C. F. W. Siegel’s Musikalienhandlung (R. Linnemann), Leipzig o. J.
- Sterne mit den gold’nen Füßchen (op. 6). C. F. W. Siegel’s Musikalienhandlung (R. Linnemann), Leipzig o. J.
- Fünf Lieder (Opus 7)
- Sag mir, wer einst die Uhren erfund (op. 26). Verlag Rieter-Biedermann, Leipzig 1886
- Draußen weit draußen (Gedicht für Gesang und Klavier), Kunz Verlag, Berlin um 1900

## Werkausgaben
- Lieder-Album für eine Singstimme mit Pianofortebegleitung. Leipzig/Dresden/Chemnitz, Verlag Klemm 1888.

## Nachlass
Der Nachlass von Paul Umlauft wird in der Musikabteilung der Sächsischen Landesbibliothek – Staats- und Universitätsbibliothek Dresden aufbewahrt. Der musikalische Teil besteht aus Musikautographen und Abschriften im Umfang von ca. 130 Nummern. Der Schriftliche Teil enthält unter anderem Lebensdokumente, Briefe und Kritiken (Umfang: 6 Kapseln).